# テレーズ・リュシー・ディロン

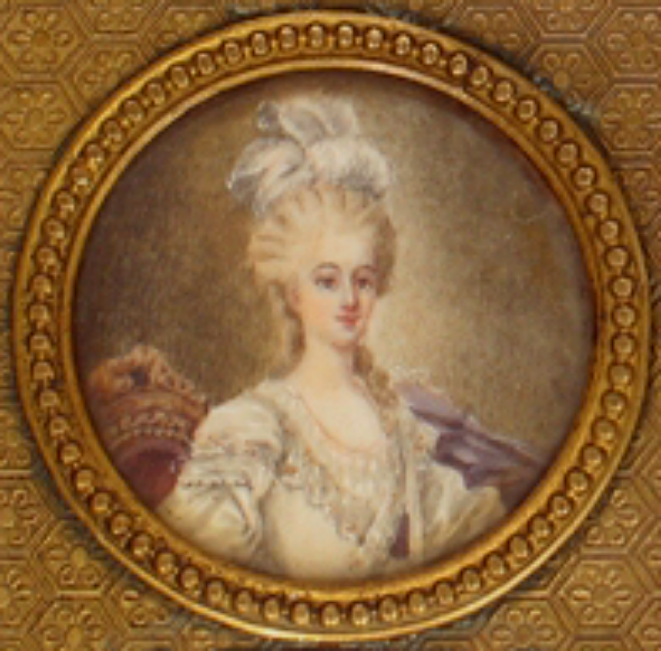
ディロン夫人

テレーズ・リュシー・ディロン（Thérèse-Lucy Dillon, 1751年 - 1782年9月8日）は、ブルボン朝末期フランスの貴族女性。ディロン伯爵夫人。王妃マリー・アントワネットの女官となり、早世するまでの短期間、取り巻きの1人として寵遇された。

## 生涯
ジャコバイトを支持する亡命アイルランド貴族の家庭に生まれた。父はキルケニー出身のロス伯爵チャールズ・エドワード・ロス（1710年 - 1766年）、母は第6代フォークランド子爵ルシアス・ケアリーの末娘ルーシー・ケアリー（1728年頃 - 1804年2月7日）。父方祖母は第2代ミドルトン伯爵の娘、母方祖母はアーサー・ディロン伯爵の娘である。1768年、従叔父アーサー・ディロン伯爵と結婚、1男1女をもうけたが、長女アンリエット・リュシー・ディロン（1770年 - 1853年）のみが成育した。
美貌で知られ、王妃マリー・アントワネットのお気に入りとなり、王妃の取り巻きサークル「プチ・キャビネ（petit cabinets）」への出入りを認められた。1780年に員外の宮廷女官（dame du palais surnuméraire）に任命され、常に王妃に近侍するようになる。ディロン夫人は大伯父のナルボンヌ大司教アルテュール・リシャール・ディロンの経済的な庇護下にあったため、大司教の手先ではないかと噂された。やはり王妃の遊び友達だったゲメネ夫人とは親友の間柄だった一方、その夫のゲメネ公とも愛人関係だったため、王妃の朗読係ヴェルモン神父は、ゲメネ夫人やディロン夫人のような「堕落した」女たちを側近においておくことについて、王妃に強く諌言した。
肺結核を患い、1782年31歳の若さで世を去った。王妃は病床のディロン夫人をよく見舞い、その訃報を聞くやひどく悲しんだとされる。ところが王妃は夫人の死の翌日にはフランス座への劇場通いを復活させようとした。女官のデュラ公爵夫人が、フランス座に向かうとサン＝シュルピス教会の前を通るので、ディロン夫人の葬列に出くわすかもしれないと進言したため、劇場行きは取りやめられた。この話は広く巷間に伝わり、親友の死の悲しみを1日で忘れてしまう薄情な女、という王妃のネガティブな公的イメージを強める結果となった。

## 引用・脚注
1. 1 2  Hardy, B. C. (Blanche Christabel), The Princesse de Lamballe; a biography, 1908, Project Gutenberg
2. ↑  Thérèse Lucy de Rothe/geneanet.org
3. ↑  Joan Haslip (1991). Marie Antoinette. Stockholm: Norstedts Förlag AB. ISBN 91-1-893802-7（J・ハスリップ（著）・桜井郁恵（訳）『マリー・アントワネット』近代文芸社、1999年）
4. 1 2 3  Joan Haslip (1991). Marie Antoinette. Stockholm: Norstedts Förlag AB. ISBN 91-1-893802-7